# Пежо тип 62
Пежо тип 62 (фр. Peugeot Type 62) је био аутомобил произведен 1904. од стране француског произвођача аутомобила Пежо у њиховој фабрици у Лилу. У том периоду је произведено 96 јединица.
Аутомобил је покретао четворотактни, четвороцилиндрични мотор снаге 18 КС и запремине 3635 cm³. Мотор је постављен напред и преко ланчаног преноса давао погон на задње точкове.
Тип 62 се производио у још две варијанте 62 Б и 62 Ц. Међуосовинско растојање је 2400 мм са размаком точкова 1320 мм, код модела 62 Б међуосовинско растојање је 2450 мм са размаком точкова 1400 мм и 62 Ц међуосовинско растојање је 2650 мм са размаком точкова 1400 мм. Каросерија је типа tonneau и дупли фетон са простором за четири особе.